# Jon Cleary
Jon Cleary (11 de agosto de 1962) es un músico de funk y R&B establecido en Nueva Orleans (Luisiana). Nacido en Cranbrook (Reino Unido), ha pasado los últimos veinte años estudiando la escena musical de Nueva Orleans. Cleary es un consumado pianista, además de multinstrumentista, vocalista y compositor.
Jon Cleary ha actuado junto a un buen número de artistas, incluidos Bonnie Raitt, Taj Mahal, B.B. King, Ryan Adams, y Eric Burdon. Sus composiciones han sido interpretadas también por importantes artistas como Taj Mahal, Bonnie Raitt y más recientemente por John Scofield en su álbum, Piety Street.
Cleary lidera la banda Jon Cleary & the Absolute Monster Gentlemen, con los que ha publicado dos álbumes. El álbum, Go Go Juice, ganó el Premio Grammy en la categoría de mejor álbum de música tradicional en 2016.

## Jon Cleary & the Absolute Monster Gentlemen
La banda Jon Cleary & the Absolute Monster Gentlemen está formada por el propio Cleary como pianista y vocalista, Derwin"Big D" Perkins a la guitarra, Cornell C. Williams en el bajo y coros y Jelly Bean en la batería. Todos los miembros de la banda, a excepción de Cleary, nacieron en Nueva Orleans.
La banda tiene gran aceptación en su ciudad y suele congregar multitudes en las clásicas salas de conciertos de Nueva Orleans como Tipitina's y Maple Leaf Bar. Son también habituales en el festival anual Jazz and Heritage Festival así como en el Bonnaroo entre otros festivales. El editor de la revista Rolling Stone David Fricke escribió sobre el álbum Pin Your Spin: "Cleary puede ser un monstruo absoluto por su cuenta, pero con su banda al completo es tan amplio, profundo y turbio como el río Mississippi".

## Discografía
- Alligator Lips & Dirty Rice (Ace, 1994)
- Moonburn (Virgin/Poinblank, 1999)
- Jon Cleary & the Absolute Monster Gentlemen (Basin Street, 2002)
- Pin Your Spin (Basin Street, 2004)
- Do Not Disturb (EP) (FHQ, 2007)
- Mo Hippa (FHQ, 2008)
- Occapella (FHQ, 2012)
- Go Go Juice (FHQ, 2015)